# Peter Manz
Peter Manz (* 17. März 1951) ist ein deutscher Jurist. Er war von 2002 bis 2016 Richter am Bundesfinanzhof.

## Leben und Wirken
Manz trat nach dem Abitur in den Dienst der Finanzverwaltung des Landes Baden-Württemberg ein. Nach Abschluss der Ausbildung für den gehobenen Dienst nahm er das Studium der Rechtswissenschaften in Tübingen auf. Im April 1981 trat Manz in den Justizdienst des Landes Baden-Württemberg ein und war zunächst als Richter und Staatsanwalt tätig. Von Mai 1983 bis August 1988 war er in der Personal- und Organisationsabteilung im Justizministerium des Landes Baden-Württemberg beschäftigt. Anschließend war er als Richter am Finanzgericht Baden-Württemberg tätig.
Nach seiner Ernennung zum Richter am Bundesfinanzhof im Oktober 2002 wies das Präsidium Manz dem VIII. Senat (Besteuerung von gewerblich tätigen Personengesellschaften und von Einkünften aus Kapitalvermögen) zu. 2005 wechselte er in den X. Senat, der vornehmlich für die Besteuerung von Einzelgewerbetreibenden und die Alterseinkünfte zuständig ist. Manz trat am 31. August 2016 in den Ruhestand.